# Либия (митология)
Либия в древногръцката митология е дъщеря на Епаф и Мемфида, майка на финикийски цар Агенор и Бел от Посейдон. На нейно име е наречена държавата Либия.
Спомената от Аполоний Родоски.